# فيصل رشيد
فيصل رشيد (بالإنجليزية: Faisal Rashid)‏ هو سياسي بريطاني، ولد في 6 سبتمبر 1972. نشط حزبياً في حزب العمال. في الانتخابات التشريعية البريطانية 2017، انتخب عضو برلمان المملكة المتحدة الـ57 عن دائرة وارينغتون الجنوبية وقد انضم خلال فترته النيابية ‏ (8 يونيو 2017 – ) للكتلة البرلمانية حزب العمال وانتخب Mayor of Warrington ‏.